# Unione Calcio Sampdoria 2024-2025 (femminile)
Questa voce raccoglie le informazioni riguardanti la squadra femminile dell'Unione Calcio Sampdoria nelle competizioni ufficiali della stagione 2024-2025.

## Stagione
Quella del 2024-25 è stata la quarta stagione in Serie A femminile della Sampdoria. In avvio di stagione è stato nominato come nuovo allenatore della squadra Davide Corti, che nella precedente annata aveva guidato la prima squadra femminile del Milan.
In Coppa Italia la squadra è entrata nel tabellone agli ottavi di finale, venendo subito eliminata dopo aver perso 1-0 contro il Napoli. Il 12 novembre 2024, con la squadra ultima in classifica con un solo punto conquistato al termine del girone d'andata della stagione regolare, Davide Corti è stato esonerato dall'incarico e il suo posto è stato assegnato ad interim a Stefano Castiglione, allenatore della squadra primavera. Nel corso del girone di ritorno la squadra ha ottenuto due pareggi e la prima vittoria contro le dirette concorrenti del Napoli, scavalcandole temporaneamente. La Sampdoria ha poi concluso all'ultimo posto la stagione regolare, accedendo alla poule salvezza. Nel corso della poule salvezza la squadra, guidata da Fabrizio Casazza nelle ultime giornate, ha conquistato cinque punti, ma rimanendo alla decima ed ultima posizione con 13 punti conquistati, frutto di 2 vittorie, 7 pareggi e 17 sconfitte, retrocedendo in Serie B per la prima volta.

## Divise e sponsor
Lo sponsor tecnico per la stagione 2024-25 è ancora Macron, mentre lo sponsor ufficiale è Banca Ifis col logo Rendimax sul fronte delle maglie. Le divise sono le stesse adottate dalla squadra maschile del Sampdoria e sono state presentate il 19 luglio 2024.
| Casa | Trasferta |

## Organigramma societario
Area organizzativa
- Responsabile Sampdoria Women: Marco Palmieri
- Segretaria Sampdoria Women: Marcella Ghilardi

Area tecnica
- Allenatore: Davide Corti, dal 12 novembre 2024 Stefano Castiglione[7]

## Rosa
Rosa e numeri come da sito ufficiale.
| N. |                          | Ruolo | Calciatrice           |
| -- | ------------------------ | ----- | --------------------- |
| 1  | Italia (bandiera)        | P     | Amanda Tampieri       |
| 2  | Italia (bandiera)        | D     | Vanessa Panzeri       |
| 3  | Italia (bandiera)        | D     | Maria Vittoria Nano   |
| 4  | Italia (bandiera)        | C     | Sofia Colombo         |
| 5  | Italia (bandiera)        | C     | Norma Cinotti         |
| 6  | Francia (bandiera)       | C     | Alice Benoît          |
| 7  | Italia (bandiera)        | A     | Nicole Arcangeli      |
| 8  | Nuova Zelanda (bandiera) | C     | Kiara Bercelli        |
| 9  | Italia (bandiera)        | A     | Victoria Della Peruta |
| 9  | Italia (bandiera)        | A     | Allegra Rossi         |
| 10 | Francia (bandiera)       | C     | Annahita Zamanian     |
| 10 | Stati Uniti (bandiera)   | A     | Maya Evans            |
| 11 | Finlandia (bandiera)     | D     | Nora Heroum           |
| 14 | Italia (bandiera)        | D     | Giada Pellegrino Cimò |
| 16 | Danimarca (bandiera)     | P     | Kathrine Larsen       |
| 17 | Spagna (bandiera)        | C     | Marta Llopis          |
| 18 | Italia (bandiera)        | A     | Giada Burbassi        |
| 19 | Italia (bandiera)        | C     | Valentina Farhang     |

| N. |                        | Ruolo | Calciatrice          |
| -- | ---------------------- | ----- | -------------------- |
| 20 | Italia (bandiera)      | D     | Linda Tucceri Cimini |
| 20 | Italia (bandiera)      | A     | Syria Rosignoli      |
| 21 | Italia (bandiera)      | C     | Cecilia Re           |
| 22 | Italia (bandiera)      | P     | Roberta Aprile       |
| 23 | Italia (bandiera)      | D     | Elena Pisani         |
| 24 | Italia (bandiera)      | A     | Sara Baldi           |
| 26 | Italia (bandiera)      | D     | Sofia Bertucci       |
| 27 | Italia (bandiera)      | A     | Stefania Tarenzi     |
| 28 | Italia (bandiera)      | D     | Nicole Lazzeri       |
| 30 | Germania (bandiera)    | A     | Maia Kamper          |
| 32 | Italia (bandiera)      | D     | Francesca Pittaccio  |
| 35 | Italia (bandiera)      | D     | Elisa Zilli          |
| 36 | Italia (bandiera)      | P     | Sabrina Nespolo      |
| 40 | Italia (bandiera)      | C     | Bianca Fallico       |
| 44 | Stati Uniti (bandiera) | C     | Alice Barbieri       |
| 77 | Italia (bandiera)      | D     | Federica Cafferata   |
| 99 | Italia (bandiera)      | A     | Giulia Bison         |

## Calciomercato

### Sessione estiva
| Acquisti | Acquisti              | Acquisti        | Acquisti |
| R.       | Nome                  | da              | Modalità |
| -------- | --------------------- | --------------- | -------- |
| P        | Roberta Aprile        | Juventus        | prestito |
| P        | Sabrina Nespolo       | Juventus        | prestito |
| D        | Sofia Bertucci        | Juventus        | prestito |
| D        | Federica Cafferata    | Juventus        | prestito |
| D        | Maria Vittoria Nano   | Cesena          | [ 15 ]   |
| D        | Linda Tucceri Cimini  | Fiorentina      | [ 15 ]   |
| C        | Kiara Bercelli        | ChievoVerona FM | [ 15 ]   |
| C        | Norma Cinotti         | Roma            | [ 15 ]   |
| C        | Annahita Zamanian     | Sassuolo        | [ 16 ]   |
| A        | Nicole Arcangeli      | Juventus        | prestito |
| A        | Sara Baldi            | Fiorentina      | [ 17 ]   |
| A        | Giulia Bison          | Juventus        | prestito |
| A        | Giada Burbassi        | Freedom         | [ 15 ]   |
| A        | Victoria Della Peruta | Roma            | prestito |
| A        | Giada Pellegrino Cimò | Roma            | prestito |

| Cessioni | Cessioni              | Cessioni   | Cessioni      |
| R.       | Nome                  | a          | Modalità      |
| -------- | --------------------- | ---------- | ------------- |
| P        | Francesca Fabiano     | Orobica    | prestito      |
| P        | Kerttu Karresmaa      | Lazio      | [ 20 ]        |
| D        | Aurora De Rita        | Sassuolo   | [ 21 ]        |
| D        | Michela Giordano      | Juventus   | fine prestito |
| D        | Chiara Marenco        | Freedom    | prestito      |
| D        | Virág Nagy            | Meppen     | [ 23 ]        |
| D        | Elisabetta Oliviero   | Lazio      | [ 24 ]        |
| C        | Veronica Battelani    | Sassuolo   | fine prestito |
| C        | Sofia Boldrini        | Res Roma   | prestito      |
| C        | Martina Brustia       | Sassuolo   |               |
| C        | Rachel Cuschieri      | Genoa      | [ 26 ]        |
| C        | Talia Della Peruta    | Feyenoord  | [ 27 ]        |
| C        | Carolina Grassi       |            | svincolata    |
| C        | Eva Schatzer          | Juventus   | fine prestito |
| A        | Sara Baldi            | Fiorentina | fine prestito |
| A        | Victoria Della Peruta | Roma       | [ 18 ]        |
| A        | Giada Lopez           | Orobica    |               |
| A        | Chiara Micheli        | Freedom    | [ 28 ]        |
| A        | Syria Rosignoli       |            | svincolata    |
| A        | Alice Söndergaard     | Bologna    | prestito      |
| A        | Taty                  | Braga      | [ 30 ]        |

### Sessione invernale
| Acquisti | Acquisti            | Acquisti    | Acquisti   |
| R.       | Nome                | da          | Modalità   |
| -------- | ------------------- | ----------- | ---------- |
| P        | Kathrine Larsen     | Malmö FF    | definitivo |
| D        | Francesca Pittaccio | Lazio       | prestito   |
| C        | Alice Barbieri      | UCLA Bruins | definitivo |
| C        | Sofia Colombo       | Lazio       | [ 34 ]     |
| C        | Marta Llopis        |             | [ 35 ]     |
| A        | Nicole Arcangeli    | Juventus    | definitivo |
| A        | Maya Evans          | UCLA Bruins | definitivo |
| A        | Maia Kamper         |             | [ 38 ]     |

| Cessioni | Cessioni              | Cessioni | Cessioni      |
| R.       | Nome                  | a        | Modalità      |
| -------- | --------------------- | -------- | ------------- |
| P        | Roberta Aprile        | Juventus | fine prestito |
| D        | Federica Cafferata    | Juventus | fine prestito |
| D        | Linda Tucceri Cimini  | Bologna  | prestito      |
| C        | Alice Benoît          | Lazio    | [ 34 ]        |
| C        | Norma Cinotti         | Genoa    | prestito      |
| C        | Annahita Zamanian     | Parma    | [ 43 ]        |
| A        | Giulia Bison          | Juventus | fine prestito |
| A        | Victoria Della Peruta | Roma     | fine prestito |

## Risultati

### Serie A

#### Prima fase

##### Girone di andata
| Arbitro: | Maccorin (Pordenone) |

|                                                           |           |  |
| Serturini 5’ Cambiaghi 38’ Merlo 41’ Magull 59’ Polli 82’ | Marcatori |  |

| Arbitro: | Picardi (Arezzo) |

|            |           |             |
| Heroum 72’ | Marcatori | 84’ D'Auria |

| Arbitro: | Luongo (Napoli) |

|                                     |           |  |
| Janogy 10’, 60’ Bonfantini 52’, 66’ | Marcatori |  |

| Arbitro: | Migliorini (Verona) |

|              |           |                               |
| Nischler 38’ | Marcatori | 6’ (aut.) Schaathun Bergersen |

| Arbitro: | Gandino (Alessandria) |

|  |           |                  |
|  | Marcatori | 37’, 49’ Girelli |

| Arbitro: | Bianchi (Prato) |

|          |           |  |
| Ijeh 71’ | Marcatori |  |

| Genova 19 ottobre 2024, ore 12:30 CEST 7ª giornata | Sampdoria         | 0 – 0 referto referto 2 | Napoli | Stadio La Sciorba (200 spett.)\| Arbitro: \| Sfira (Pordenone) \| |
| Arbitro:                                           | Sfira (Pordenone) |                         |        |                                                                   |

| Arbitro: | Poli (Verona) |

|                |           |                                                             |
| Bertucci 90+2’ | Marcatori | 6’ Haavi 12’ Pandini 18’ Viens 86’ Di Guglielmo 89’ Pilgrim |

| Arbitro: | Gangi (Enna) |

|                                      |           |  |
| Sabatino 11’, 29’ (rig.) Missipo 78’ | Marcatori |  |

##### Girone di ritorno
| Arbitro: | Mirabella (Napoli) |

|  |           |                              |
|  | Marcatori | 15’, 59’ Wullaert 73’ Magull |

| Formello 23 novembre 2024, ore 12:30 CET 11ª giornata | Lazio          | 0 – 0 referto referto 2 | Sampdoria | Stadio Mirko Fersini (150 spett.)\| Arbitro: \| Toro (Catania) \| |
| Arbitro:                                              | Toro (Catania) |                         |           |                                                                   |

| Arbitro: | Tona Mbei (Cuneo) |

|                  |           |                                              |
| Della Peruta 28’ | Marcatori | 64’ Severini 84’ Jóhannsdóttir 90+6’ Boquete |

| Arbitro: | Esposito (Napoli) |

|           |           |                                   |
| Baldi 60’ | Marcatori | 1’ Nischler 90+2’ (aut.) Tampieri |

| Arbitro: | Di Mario (Ciampino) |

|                                         |           |  |
| Bergamaschi 8’ Schatzer 29’ Girelli 41’ | Marcatori |  |

| Arbitro: | Zago (Conegliano) |

|                           |           |                         |
| Fallico 46’ Arcangeli 76’ | Marcatori | 85’ Karczewska 90’ Piga |

| Arbitro: | Zoppi (Firenze) |

|  |           |                      |
|  | Marcatori | 72’ (rig.) Arcangeli |

| Arbitro: | Marotta (Sapri) |

|                                          |           |  |
| Giugliano 18’, 41’ Corelli 55’ Haavi 62’ | Marcatori |  |

| Arbitro: | Liotta (Castellammare di Stabia) |

|  |           |                           |
|  | Marcatori | 26’ Sabatino 73’ Clelland |

#### Poule salvezza

##### Girone di andata
| Arbitro: | Vingo (Pisa) |

|                                |           |  |
| Simonetti 9’ Piemonte 16’, 24’ | Marcatori |  |

| 8 marzo 2025 2ª giornata |  | – Turno di riposo |  |  |

| Genova 15 marzo 2025, ore 12:30 CET 3ª giornata | Sampdoria           | 0 – 0 referto referto 2 | Napoli | Stadio La Sciorba (250 spett.)\| Arbitro: \| Picardi (Viareggio) \| |
| Arbitro:                                        | Picardi (Viareggio) |                         |        |                                                                     |

| Arbitro: | Gandino (Alessandria) |

|                           |           |                     |
| Nischler 36’ Bolden 90+3’ | Marcatori | 13’ Burbassi 56’ Re |

| Arbitro: | Viapiana (Catanzaro) |

|                           |           |                                                        |
| Baldi 49’ Arcangeli 90+6’ | Marcatori | 8’ Chmielinski 24’, 68’ Clelland 64’ Missipo 81’ Dhont |

##### Girone di ritorno
| Arbitro: | D'Eusanio (Faenza) |

|  |           |                                                |
|  | Marcatori | 52’ Le Bihan 61’ Visentin 64’ (rig.) Simonetti |

| 19 aprile 2025 7ª giornata |  | – Turno di riposo |  |  |

| Arbitro: | Silvestri (Roma 1) |

|                           |           |            |
| Giordano 24’ Bellucci 58’ | Marcatori | 10’ Llopis |

| Genova 3 maggio 2025, ore 18:00 CEST 9ª giornata | Sampdoria           | 3 – 0 A tavolino referto referto 2 | Como | Stadio La Sciorba (100 spett.)\| Arbitro: \| Di Mario (Ciampino) \| |
| Arbitro:                                         | Di Mario (Ciampino) |                                    |      |                                                                     |

| Arbitro: | Toro (Catania) |

|                                                   |           |                              |
| Monterubbiano 34’ Girotto 79’ Clelland 88’, 90+3’ | Marcatori | 6’ Pellegrino Cimò 66’ Baldi |

### Coppa Italia
| Arbitro: | Colelli (Ostia Lido) |

|              |           |  |
| Langella 80’ | Marcatori |  |

## Statistiche

### Statistiche di squadra
| Competizione | Punti | In casa | In casa | In casa | In casa | In casa | In casa | In trasferta | In trasferta | In trasferta | In trasferta | In trasferta | In trasferta | Totale | Totale | Totale | Totale | Totale | Totale | DR  |
| Competizione | Punti | G       | V       | N       | P       | Gf      | Gs      | G            | V            | N            | P            | Gf           | Gs           | G      | V      | N      | P      | Gf     | Gs     | DR  |
| ------------ | ----- | ------- | ------- | ------- | ------- | ------- | ------- | ------------ | ------------ | ------------ | ------------ | ------------ | ------------ | ------ | ------ | ------ | ------ | ------ | ------ | --- |
| Serie A      | 13    | 13      | 1       | 4       | 8       | 11      | 28      | 13           | 1            | 3            | 9            | 7            | 32           | 26     | 2      | 7      | 17     | 18     | 60     | -42 |
| Coppa Italia | -     | 0       | 0       | 0       | 0       | 0       | 0       | 1            | 0            | 0            | 1            | 0            | 1            | 1      | 0      | 0      | 1      | 0      | 1      | -1  |
| Totale       | -     | 13      | 1       | 4       | 8       | 11      | 28      | 14           | 1            | 3            | 10           | 7            | 33           | 27     | 2      | 7      | 18     | 18     | 61     | -43 |

### Andamento in campionato
| Giornata  | 1 | 2 | 3 | 4 | 5 | 6 | 7 | 8 | 9  | 10 | 11 | 12 | 13 | 14 | 15 | 16 | 17 | 18 | 19 | 20 | 21 | 22 | 23 | 24 | 25 | 26 | 27 | 28 |
| --------- | - | - | - | - | - | - | - | - | -- | -- | -- | -- | -- | -- | -- | -- | -- | -- | -- | -- | -- | -- | -- | -- | -- | -- | -- | -- |
| Luogo     | T | C | T | T | C | T | C | C | T  | C  | T  | C  | C  | T  | C  | T  | T  | C  | T  | R  | C  | T  | C  | C  | R  | T  | C  | T  |
| Risultato | P | N | P | N | P | P | N | P | P  | P  | N  | P  | P  | P  | N  | V  | P  | P  | P  | -  | N  | N  | P  | P  | -  | P  | V  | P  |
| Posizione | 7 | 7 | 8 | 8 | 9 | 9 | 9 | 9 | 10 | 10 | 10 | 10 | 10 | 10 | 10 | 9  | 9  | 10 | 10 | 10 | 10 | 10 | 10 | 10 | 10 | 10 | 10 | 10 |

Legenda:

Luogo: C = Casa; T = Trasferta. Risultato: V = Vittoria; N = Pareggio; P = Sconfitta.

### Statistiche delle giocatrici
| Giocatore          | Serie A  | Serie A | Serie A     | Serie A    | Coppa Italia | Coppa Italia | Coppa Italia | Coppa Italia | Totale   | Totale | Totale      | Totale     |
| Giocatore          | Presenze | Reti    | Ammonizioni | Espulsioni | Presenze     | Reti         | Ammonizioni  | Espulsioni   | Presenze | Reti   | Ammonizioni | Espulsioni |
| ------------------ | -------- | ------- | ----------- | ---------- | ------------ | ------------ | ------------ | ------------ | -------- | ------ | ----------- | ---------- |
| R. Aprile          | 4        | -9      | 0           | 0          | -            | -            | -            | -            | 4        | -9     | 0           | 0          |
| N. Arcangeli       | 23       | 3       | 4           | 0          | 1            | 0            | 0            | 0            | 24       | 3      | 4           | 0          |
| S. Baldi           | 25       | 3       | 3           | 0          | 1            | 0            | 0            | 0            | 26       | 3      | 3           | 0          |
| A. Barbieri        | 8        | 0       | 2           | 1          | -            | -            | -            | -            | 8        | 0      | 2           | 1          |
| A. Benoît          | 13       | 0       | 2           | 0          | 1            | 0            | 0            | 0            | 14       | 0      | 2           | 0          |
| K. Bercelli        | 7        | 0       | 0           | 0          | 1            | 0            | 0            | 0            | 8        | 0      | 0           | 0          |
| S. Bertucci        | 16       | 1       | 1           | 0          | 1            | 0            | 0            | 0            | 17       | 1      | 1           | 0          |
| G. Bison           | 6        | 0       | 0           | 0          | 1            | 0            | 0            | 0            | 7        | 0      | 0           | 0          |
| G. Burbassi        | 19       | 1       | 0           | 0          | 1            | 0            | 0            | 0            | 20       | 1      | 0           | 0          |
| F. Cafferata       | 12       | 0       | 4           | 1          | 1            | 0            | 0            | 0            | 13       | 0      | 4           | 1          |
| N. Cinotti         | 9        | 0       | 0           | 0          | 1            | 0            | 0            | 0            | 10       | 0      | 0           | 0          |
| S. Colombo         | 11       | 0       | 0           | 0          | -            | -            | -            | -            | 11       | 0      | 0           | 0          |
| V. Della Peruta    | 16       | 1       | 3           | 0          | 1            | 0            | 0            | 0            | 17       | 1      | 3           | 0          |
| M. Evans           | 5        | 0       | 0           | 0          | -            | -            | -            | -            | 5        | 0      | 0           | 0          |
| B. Fallico         | 26       | 1       | 1           | 0          | -            | -            | -            | -            | 26       | 1      | 1           | 0          |
| V. Farhang         | -        | -       | -           | -          | -            | -            | -            | -            | -        | -      | -           | -          |
| N. Heroum          | 26       | 1       | 3           | 0          | 1            | 0            | 0            | 0            | 27       | 1      | 3           | 0          |
| M. Kamper          | 0        | 0       | 0           | 0          | -            | -            | -            | -            | 0        | 0      | 0           | 0          |
| K. Larsen          | 7        | -17     | 0           | 0          | -            | -            | -            | -            | 7        | -17    | 0           | 0          |
| N. Lazzeri         | 0        | 0       | 0           | 0          | 0            | 0            | 0            | 0            | 0        | 0      | 0           | 0          |
| M. Llopis          | 8        | 1       | 1           | 0          | -            | -            | -            | -            | 8        | 1      | 1           | 0          |
| M.V. Nano          | 21       | 0       | 1           | 0          | 0            | 0            | 0            | 0            | 21       | 0      | 1           | 0          |
| S. Nespolo         | 0        | 0       | 0           | 0          | 1            | -1           | 0            | 0            | 1        | -1     | 0           | 0          |
| V. Panzeri         | 16       | 0       | 5           | 0          | 1            | 0            | 0            | 0            | 17       | 0      | 5           | 0          |
| G. Pellegrino Cimò | 23       | 1       | 1           | 0          | 1            | 0            | 0            | 0            | 24       | 1      | 1           | 0          |
| E. Pisani          | 22       | 0       | 5           | 1          | -            | -            | -            | -            | 22       | 0      | 5           | 1          |
| F. Pittaccio       | 6        | 0       | 1           | 0          | -            | -            | -            | -            | 6        | 0      | 1           | 0          |
| C. Re              | 22       | 1       | 0           | 0          | -            | -            | -            | -            | 22       | 1      | 0           | 0          |
| S. Rosignoli       | 2        | 0       | 0           | 0          | -            | -            | -            | -            | 2        | 0      | 0           | 0          |
| A. Rossi           | 2        | 0       | 0           | 0          | -            | -            | -            | -            | 2        | 0      | 0           | 0          |
| A. Tampieri        | 15       | -34     | 2           | 0          | 0            | 0            | 0            | 0            | 15       | -34    | 2           | 0          |
| S. Tarenzi         | 1        | 0       | 0           | 0          | -            | -            | -            | -            | 1        | 0      | 0           | 0          |
| L. Tucceri Cimini  | 6        | 0       | 0           | 0          | 1            | 0            | 0            | 0            | 7        | 0      | 0           | 0          |
| A. Zamanian        | 9        | 0       | 0           | 0          | 1            | 0            | 0            | 0            | 10       | 0      | 0           | 0          |
| E. Zilli           | 3        | 0       | 0           | 0          | 0            | 0            | 0            | 0            | 3        | 0      | 0           | 0          |